# Маршал Маклуън
Хърбърт Маршал Маклуън (на английски: Herbert Marshall McLuhan) е канадски философ, професор и ръководител на Центъра за култура и технологии в Университета в Торонто, Канада.
Маклуън е смятан за един от основателите на медиазнанието (медийните изследвания) и изследовател на бъдещето на технологиите. Ученик е на Харолд Инис, предшества Алвин Тофлър, Николас Негропонте, Рей Курцвел.

## Биография
Маклуън е роден в град Едмънтън, Албърта, Канада на 21 юли 1911 г. Баща му Хърбърт Ърнест Маклуън е собственик на бизнес с недвижими имоти, а майка му Елза Наоми Маклуън е учителка в училище. Има брат Морис, с 2 години по-млад. През 1914 г. бизнесът на недвижими имоти на баща му се разпада и се записва в канадската армия през 1915 г. Военната му служба не продължава дълго: освободен е година по-късно по медицински причини и семейството се премества в Уинипег, провинция Манитоба.
През 1928 г. Маклуън се записва в Университета на Манитоба в катедрата. Учи инженерство в продължение на година, после се прехвърля и завършва бакалавърска и магистърска (1934) степени по английския език. След изискано допълнително обучение от 2 години е приет за докторантура в Кеймбриджкия университет (1936).
Маклуън следва в Кеймбридж при основателите на школата Нова критика в литературата Франк Реймънд Люис и Айвър Армстронг Ричардс. Дисертацията му, която представя през 1942 г., е за Томас Неш, английски поет и риторик от XVI век. Заради Втората световна война не е бил длъжен да идва в Обединеното кралство, за да защити работата си устно и получава докторска степен въз основа само на писмения труд.
Маклуън израства в ирландско-шотландско семейство. Майка му е баптистка, а баща му – методист, но през 1937 г. Маклуън преминава в католическо християнство. Остава набожен католик през цялата си кариера и някои твърдят, че религията му е играла важна роля в неговите философски изследвания.
Назначен е за преподавател в Университета на Торонто през 1946 г. Умира в града на 31 декември 1980 г.

## Популярни идеи
Маклуън е известен с това, че е измислил сентенцията „Медиумът е съобщението“ (в превод на български се среща още и като „Медията е съобщението“, също „Средството е съобщението“ или „Носителят е посланието“), понятията „глобално село“ и „медии“.
„Медиумът е съобщението“ е изявление, което показва, че промените в обществото се случват в резултат на промените в медиума. Медиумът е доминиращият, който определя естеството на обществото, а не съдържанието на съобщението, както е било обичайно да се мисли. Технологията влияе на човешкия живот и как възприемаме света.
Маклуън се превръща в личност на поп културата през 60-те години с публикуването на „Разбиране на медиите: разширения на човека“ (1964) и „The Medium is the Message: An Inventory of Effects“ (1967) с дизайнер Куентин Фиоре.

## За него
- Ивайло Знеполски, „Маршал Маклуън и границите между медиите“. // Български журналист, 1985, кн. 6, с. 32-36